# 아구스타웨스틀랜드 AW149
AW-149는 이탈리아의 아구스타-웨스트랜드 사에서 개발하는 신형 중형유틸리티수송헬기이다.

## 내용
AW-149는 AW-139의 개량형 기체로, 수송인원면에 있어서 UH-60 과 경쟁할만한 헬기로 여겨지고 있다. UH-60 보다는 약간 작으나, 출력이 증강된 엔진으로 교체되었다.
특이할만한 점으로는 완전한 공개기반구조로 설계되어있다.
아구스타-웨스트랜드사가 망구스타공격헬기의 수출에 성공한 터키에, AW-149수송헬기 역시 터키형수송헬기(TUHP)로 수출이 추진되었으나, 미국 시르코스키의 UH-60 수출형인 T-70 과 경쟁에서 패배하였다.
개발단계에서 한국에도 참가할 것을 권유한바 있으나, 상세설계과정에 한국측 기술진의 참여를 거부해 무산된바 있다.
2006년 7월 19일 판보로 에어쇼에서 처음 개발계획이 공개되었으며, 2009년 터키에어쇼에 무장날개가 포함된 목업이 전시되었고, 2009년 11월 13일 첫 비행에 성공하였다. 2014년 첫 운용능력을 갖출 예정으로 있다.

## 같이 보기
관련 개발
- 아구스타웨스트랜드 AW-139
- 아구스타웨스트랜드 AW-189

유사 항공기
- 시코르스키 S-70
- 수리온
- 유로콥터 쿠거

관련 목록
- 헬리콥터 목록